# Lemalis
Lemalis is een geslacht van schimmels uit de orde Helotiales. De typesoort is Lemalis alismatis.

## Soorten
Volgens Index Fungorum telt het geslacht zes soorten (peildatum januari 2022):
| Soortnaam                            | Auteur(s)           | Publicatiejaar |
| ------------------------------------ | ------------------- | -------------- |
| Lemalis alismatis                    | (Pers.) Fr.         | 1849           |
| Lemalis aurea (Gouden dwaalschijfje) | (Lév.) Sacc.        | 1884           |
| Lemalis mangiferae                   | Mont.               | 1840           |
| Lemalis mori                         | Hara                | 1918           |
| Lemalis olivaceovirens               | (Schwein.) Schwein. | 1832           |
| Lemalis quercina                     | Schwein.            | 1832           |